# Appleworks
Appleworks, av Apple skrivet AppleWorks, är ett kontorspaket från Apple som 1991–1998 gick under namnet Clarisworks. Ett program med samma namn existerade även för Apple II under 1980-talet.
Appleworks finns till såväl Windows som Mac OS Classic och Mac OS. Programmet innehåller komponenter för ordbehandling, kalkylblad, ritande, målande, databas och presentation. Tidigare fanns även möjlighet att kommunicera via terminaler, men det försvann i version 6.
Under många år följde Clarisworks/Appleworks med alla Macar som såldes. Men de senaste åren har programmet enbart gått att köpa separat. Programsviten har ersatts av efterföljaren Iwork som innehåller tre komponenter: ordbehandlaren Pages, kalkylprogrammet Numbers och presentationsprogrammet Keynote.
Programmet är numera nedlagt. Senaste versionen är 6.2.9 från 2004.